# Paramesotriton
Paramesotriton é um género de salamandra da família Salamandridae.

## Espécies
- Paramesotriton caudopunctatus (Liu e Hu, 1973)
- Paramesotriton chinensis (Gray, 1859)
- Paramesotriton deloustali (Bourret, 1934)
- Paramesotriton fuzhongensis Wen, 1989
- Paramesotriton guanxiensis (Huang, Tang e Tang, 1983)
- Paramesotriton hongkongensis (Myers e Leviton, 1962)
- Paramesotriton laoensis Stuart e Papenfuss, 2002